# Coppa Iberica 2024 (pallavolo femminile)
La Coppa Iberica 2024, 2ª edizione dell'omonima competizione, si è svolta dal 21 al 22 settembre 2024: al torneo hanno partecipato quattro squadre di club tra portoghesi e spagnole e la vittoria finale è andata per la prima volta al Porto.

## Formula
La formula ha previsto semifinali, finale terzo posto e finale.

## Squadre partecipanti
| Squadra      | Qualificazione                                                      |
| ------------ | ------------------------------------------------------------------- |
| Benfica      | Vincitrice Coppa di Portogallo 2023-24                              |
| Porto        | Vincitrice Primeira Divisão 2023-24                                 |
| Ciutadella   | Finale in Coppa Regina 2023-24/play-off scudetto Superliga 2023-24  |
| JAV Olímpico | Vincitrice Coppa della Regina 2023-24/Superliga de Voleibol 2023-24 |

## Torneo
|  | Semifinali   | Semifinali |         |       | Finale          | Finale          |  |
|  |              |            |         |       |                 |                 |  |
|  | Ciutadella   | 1          |         |       |                 |                 |  |
|  | Ciutadella   | 1          |         |       |                 |                 |  |
|  | Porto        | 3          |         |       |                 |                 |  |
|  | Porto        | 3          |         | Porto | 3               |                 |  |
|  |              |            |         | Porto | 3               |                 |  |
|  |              |            | Benfica | 1     |                 |                 |  |
|  | JAV Olímpico | 2          | Benfica | 1     |                 |                 |  |
|  | JAV Olímpico | 2          |         |       |                 |                 |  |
|  | Benfica      | 3          |         |       | Finale 3º posto | Finale 3º posto |  |
|  | Benfica      | 3          |         |       |                 |                 |  |
|  |              |            |         |       |                 |                 |  |
|  |              |            |         |       | Ciutadella      | 1               |  |
|  |              |            |         |       | Ciutadella      | 1               |  |
|  |              |            |         |       | JAV Olímpico    | 3               |  |

### Semifinali
| 21 settembre 2024 Centro Insular de Deportes, Las Palmas Durata: 2h:02 - Spettatori: 450 | JAV Olímpico | 2 - 3 | Benfica | 22-25, 26-24, 25-14, 22-25, 12-15 |
| 21 settembre 2024 Centro Insular de Deportes, Las Palmas Durata: 1h:48 - Spettatori: 150 | Ciutadella   | 1 - 3 | Porto   | 25-15, 19-25, 20-25, 20-25        |

### Finale 3º posto
| 22 settembre 2024 Centro Insular de Deportes, Las Palmas Durata: 1h:41 - Spettatori: 312 | Ciutadella | 1 - 3 | JAV Olímpico | 19-25, 25-23, 14-25, 22-25 |

### Finale
| 22 settembre 2024 Centro Insular de Deportes, Las Palmas Durata: 2h:01 - Spettatori: 280 | Porto | 3 - 1 | Benfica | 22-25 25-18, 25-21, 25-19 |

## Classifica finale
| Pos | Squadra      |
| --- | ------------ |
| Oro | Porto        |
| 2   | Benfica      |
| 3   | JAV Olímpico |
| 4   | Ciutadella   |

## Statistiche
| Rendimento individuale | Rendimento individuale | Rendimento individuale | Rendimento individuale |
| Pos.                   | Nome                   | Punti                  | Squadra                |
| ---------------------- | ---------------------- | ---------------------- | ---------------------- |
| 1                      | Sulian Matienzo        | 47                     | JAV Olímpico           |
| 2                      | Victoria Alves         | 44                     | Porto                  |
| 3                      | Puck Hoogers           | 40                     | Porto                  |
| 4                      | Kyra Holt              | 39                     | Benfica                |
| 5                      | Saray Manzano          | 36                     | JAV Olímpico           |

| Attacchi vincenti | Attacchi vincenti | Attacchi vincenti | Attacchi vincenti |
| Pos.              | Nome              | Punti             | Squadra           |
| ----------------- | ----------------- | ----------------- | ----------------- |
| 1                 | Sulian Matienzo   | 43                | JAV Olímpico      |
| 2                 | Victoria Alves    | 37                | Porto             |
| 2                 | Kyra Holt         | 37                | Benfica           |
| 4                 | Puck Hoogers      | 35                | Porto             |
| 5                 | Saray Manzano     | 30                | JAV Olímpico      |

| Muri vincenti | Muri vincenti       | Muri vincenti | Muri vincenti |
| Pos.          | Nome                | Punti         | Squadra       |
| ------------- | ------------------- | ------------- | ------------- |
| 1             | Laura Suárez        | 11            | JAV Olímpico  |
| 2             | Angélica Malinverno | 8             | Benfica       |
| 3             | Carla Jiménez       | 6             | Ciutadella    |
| 4             | Victoria Alves      | 5             | Porto         |
| 4             | Brianna Kadiku      | 5             | Porto         |

| Battute vincenti | Battute vincenti | Battute vincenti | Battute vincenti |
| Pos.             | Nome             | Punti            | Squadra          |
| ---------------- | ---------------- | ---------------- | ---------------- |
| 1                | Samira Sulser    | 7                | JAV Olímpico     |
| 2                | Saray Manzano    | 5                | JAV Olímpico     |
| 2                | Mariana Garcez   | 5                | Benfica          |
| 4                | Puck Hoogers     | 4                | Porto            |
| 5                | Cansu Çetin      | 2                | Benfica          |
| 5                | Joana Garcez     | 2                | Benfica          |
| 5                | Kyra Holt        | 2                | Benfica          |
| 5                | Antonela Fortuna | 2                | Ciutadella       |
| 5                | Anija Jurdža     | 2                | Ciutadella       |
| 5                | Ivone Martínez   | 2                | JAV Olímpico     |
| 5                | Sulian Matienzo  | 2                | JAV Olímpico     |
| 5                | Victoria Alves   | 2                | Porto            |
| 5                | Brianna Kadiku   | 2                | Porto            |
| 5                | Erika Mercado    | 2                | Porto            |